# Carrie Lam
Carrie Lam Cheng Yuet-ngor (Hongkong, 13 mei 1957) is een Hongkongs politica. Van 1 juli 2017 tot en met 30 juni 2022 was zij de vierde Chief Executive of Hong Kong.

## Loopbaan
Carrie Lam is socioloog en alumnus van de Universiteit van Hongkong. Ze studeerde ook enkele vakken aan de Tsinghua-universiteit in Peking. In 1982 kon ze met een overheidsbeurs ook een jaar studeren aan Wolfson College, een van de colleges van Cambridge University.
Ze is een overheidsambtenaar van Hongkong sinds 1980. Ze was van 2012 tot 2017 Chief Secretary for Administration, het hoofd van de administratie van Hongkong. Bij de Chief Executive-verkiezingen van 2017 won Lam de derde ronde van de stemming met 777 van de 1.194 stemmen van het Election Committee. Ze werd gezien als de favoriete kandidaat van Peking en versloeg de voormalige financieel secretaris van Hongkong John Tsang en de emeritus rechter Woo Kwok-hing. Ze werd op 1 juli 2017 geïnstalleerd en werd daarmee de vierde functiehouder en de eerste vrouwelijke Chief Executive van Hongkong.
In mei 2022 maakte ze bekend geen tweede termijn te ambiëren. In haar termijn van vijf jaar werd de protestbeweging tegen een uitleveringswet naar het Chinese vasteland hardhandig neergeslagen en dit leidde ook tot de introductie van de Nationale Veiligheidswet, die de politieke vrijheid in Hong Kong sterk heeft beperkt. Tijdens een corona-uitbraak begin 2022 werd de zorg overspoeld door omikron-patiënten. In korte tijd vielen ruim 7000 slachtoffers en Lam wordt hiervoor verantwoordelijk gehouden.
Op 1 juli 2022 werd Lam als Chief Executive opgevolgd door John Lee Ka-chiu.

## Persoonlijk
Lam is gehuwd met de wiskundige Lam Siu-por, een man die ze leerde kennen tijdens haar studiejaar in Cambridge. Het echtpaar heeft twee kinderen.